# Superjhemp
Superjhemp est un héros de bande dessinée luxembourgeoise, dessiné par Roger Leiner et scénarisé par Lucien Czuga apparu en 1988.
Superjhemp est un anti-héros, largement inspiré de la BD française Superdupont, elle-même parodie de super-héros, essentiellement de Superman,. Son succès unique, à l'échelle nationale, s'explique par le fait qu'il est spécifiquement adapté à son audience et est publié en luxembourgeois.
En 2006, avec 185 000 exemplaires vendus, Superjhemp est la plus grosse publication du Luxembourg. En 2024, la traduction française du premier album (Superjhemp contre l'exploseur) paraît dans les éditions Patayo.

## Univers
Superjhemp (Jhemp est l'équivalent de Jean-Pierre en français) est un anti-héros qui a pour but commun à chaque album de défendre le Luxusbuerg (ou Luxusland), parodie du Luxembourg. Il a un physique bedonnant, Superjhemp aimant manger du Kachkéis, du fromage à tartiner.

## Liste des albums
1. De Superjhemp géint de Bommeléer, novembre 1988
2. Dynamit fir d'Dynastie, novembre 1989
3. D'Affär vum Jorhonnert, novembre 1990
4. Den Dossier Hexemeeschter, novembre 1991
5. Panik am Studio 4!, novembre 1992
6. Superjhemp contra Superjhemp, novembre 1993
7. D'Geheimnis vun der Waliss, novembre 1994
8. Réquiem fir de Superjhemp, septembre 1995
9. Operatioun Grouss Botz, novembre 1996
10. Geheimcode Bloë Stär, novembre 1997
11. Aktioun Réiserbunny, mars 1998
12. D'Patte wech vum Luxonit !, novembre 1998
13. Terror em den Troun, novembre 1999
14. Lescht Chance fir Luxusbuerg, novembre 2000
15. Alarm Am Örozuch, novembre 2001
16. S.O.S. Cosa Mia, novembre 2002
17. D'Aaxt vum Béisen novembre 2003
18. De Fluch vun der 23 novembre 2004
19. Countdown fir Kachkéisien!, novembre 2005
20. Déck Mënz fir de Prënz, décembre 2006
21. Kids, Kachkéis a Kuddelmuddel!, octobre 2007
22. De Superjhemp an déi grouss Gefor, novembre 2007
23. De Kinnek vun Öropa, novembre 2008
24. Cräsh am Paradäis!, novembre 2009
25. De Superjhemp géint de Kriseriis!, décembre 2010
26. Méga-Menace fir de Vëlos-Ass, décembre 2011
27. Bëssegt Blot Blutt, novembre 2012
28. Aventuren am schéine Stär an aner Geschichten, mars 2014
29. Amnesie fir d'Monarchie, novembre 2014

Littel Superjhemp
1. Vu Cliquen, Klucken a Klacken, 2013.
2. Vu Geessen, Gussen a Gaasebouwen, 2016

### Intégrales
- Superjhemp, Sammelband Nr. I, 2001, contient les albums 1, 2 et 3.
- Superjhemp, Sammelband Nr. II, 2006, contient les albums 4, 5 et 6.

### Autres
- Kids, Kachkéis a Kuddelmuddel  (ISBN 978-2-919999-45-3)
- Missioun Mëttelmier  (ISBN 978-2-919999-59-0)
- De Superjhemp géint de Superdämp album de 1992 pour une opération anti-tabac.
- Luxusbuerger Lexikon. De Superjhemp vu A-Z. Editions Revue 2008.
- Die Europäische Union verstehen - Mach dich schlau mit Superjhemp. OPOCE 2009  (ISBN 92-79-04546-6)
- Kochen mit Superjhemp. Editions Revue/Luxlait.
- Missioun Mëttelmier (pour le 25e anniversaire de Päischtcroisière, en CD.)